# Nota bene
Nota bene ([но́та бэ́нэ], с лат. — «заметь хорошо»), N.B., NB, {\displaystyle \mathrm {N} \!\!\mathrm {B} }, нотабене — отметка, примечание, чтобы обратить внимание на какую-либо часть текста: означает особую важность; знак, показывающий, на что надо обратить особое внимание, что следует хорошо запомнить.
В современном языке выражение используется, в частности, в юридических документах, чтобы привлечь внимание читателя к определённому (неявному) аспекту или отдельной детали. NB также используется в академическом письме, хотя термин примечание встречается чаще.
Маркировка, используемая для привлечения внимания читателей в средневековых рукописях, также называется nota bene. Обычные средневековые маркировки, однако, не включают аббревиатуру NB: средневековые эквиваленты — это анаграммы из четырёх букв в слове nota, аббревиатура DM (лат. dignum memoria «стоит запомнить») или символ маленькой руки (☛), указывающий на важное место в рукописи.